# 24: The Game
24: The Game é um jogo eletrônico de tiro em terceira pessoa desenvolvido pela SCE Studio Cambridge e publicado pela Sony Computer Entertainment e 2K Games. É baseado na série de televisão 24 e foi lançado exclusivamente para PlayStation 2 em fevereiro de 2006 na América do Norte e em março na Europa. A jogabilidade permite que o jogador controle de diversos personagens da série de televisão, com as missões envolvendo tiroteios, perseguições e quebra-cabeças.
24: The Game faz uso extensivo de vozes e semelhanças dos atores da série, bem como a utilização de um roteiro e trilha sonora a partir da mesma equipe de produção. Fundição e voz de produção para 24: The Game foram organizados e manipulados por Blindlight. Os eventos contidos no jogo são definidos em Los Angeles entre as segunda e terceira temporadas da série. A história apresenta três tramas que se sobrepõem em torno de um personagem do passado de Jack Bauer chamado Peter Madsen. Embora o jogo recebeu uma recepção mista da crítica, que recebeu uma indicação ao prêmio BAFTA de seus elementos roteiro.

## Jogabilidade
Como na série, o jogo tem lugar ao longo de 24 horas e tem os mesmos relógios de início e fim para cada hora, marcando o início e o fim de cada parte do jogo. As horas são divididas em 58 missões separadas, dos quais existem três tipos gerais, cada um descrito em maior detalhe abaixo. Algumas missões são objetivas com base, enquanto outros têm um elemento de restrição de tempo. Cada missão é graduada de 100 pontos, com base na qualidade do desempenho, o número de objetivos concluída, tiro de precisão e assim por diante. A grade de 90 pontos ou mais premia o jogador destravando alguma forma de bônus, incluindo três filmes (entrevistas com o elenco sobre o jogo, promos de TV), 98 imagens (imagens de fundo semelhante dos personagens principais) e 23 caracteres (modelos 3D que o jogador possa ver).
A maioria das missões do jogo ter lugar em formato de tiro em terceira pessoa, combinada com o uso de um sistema de cobertura. Quando um personagem está atrás de um objeto baixo como uma caixa, ou na borda de um canto ou porta quadro, que pode pressionar um botão para usar o objeto ou a borda como cobertura. Outro botão permitirá que o personagem para espiar ao redor e entrar em um modo de segmentação, ao liberar o botão rapidamente devolvê-los para cobrir. Há também um modo de cautela que tem a varanda caráter, caminhar silenciosamente (a não ser em execução), pato por trás quaisquer obstáculos baixos podem esconder atrás e ser menos detectável pelo som. Um personagem pode deslocar-se atrás de um inimigo usando o modo stealth e executar uma "queda stealth" silenciosa quebrando seu pescoço.
Uma variedade de armas estão disponíveis, incluindo pistolas, armas automáticas e espingardas, com vários tipos de munição também na existência. Munição é limitada no jogo e as armas devem ser recarregadas, embora a munição adicional pode ser coletada. Os jogadores podem também chamar a inimigos que, por vezes, vai se render e pode então ser capturados (algemado) com a sua munição também recolhidas. Há também civis no jogo que também pode ser chamado para e, em seguida resgatados pelo jogador. Barras de saúde para os inimigos, veículos ou indivíduos amigáveis que devem ser protegidos também são mostrados às vezes. Há pacotes de saúde que podem ser apanhados, bem como postos de saúde montados em paredes que podem ser utilizados. armadura corporal às vezes também é fornecido ou encontrado em níveis. Uma pequena heads-up-display apresenta um radar / mapa com uma seta indicando a direção do personagem, pontos vermelhos para os inimigos, os pontos verdes para os civis, e as estrelas amarelas para os objetivos. A direção e o campo de visão de inimigos é mostrado no radar.
Em missões de terceira pessoa e, ocasionalmente, alguns outros tipos, um PDA está disponível. No PDA, o jogador pode ver a sua lista de objetivos (que pode mudar ao longo de uma missão), mapas da área, se disponível, uma tela de ajuda e uma lista de armas realizada com informações sobre cada um. Os personagens também tipicamente têm telefones celulares que, por vezes, recebem chamadas durante missões. Algumas missões envolvem sniping usando tiro em primeira pessoa jogabilidade. Estas missões assemelhar-se ao uso de um rifle sniper durante as missões normais, mas o jogador não pode mudar para uma visão em terceira pessoa.
Existem várias missões nas quais o jogador controla um veículo a motor. Embora o mecanismo de jogo é o mesmo que o modo de terceira pessoa, estes baseiam-se em missões estar em um veículo. Eles geralmente envolvem chegar a um determinado local em um determinado período de tempo, muitas vezes, evitando perseguidores enquanto se dirigiam para o ponto final. Armas não pode ser usado ao mesmo tempo em um veículo. Enquanto o PDA não está disponível nestes tipos de missão, um mapa da cidade é. chamadas de telefone celular também são algumas vezes recebidos nessas missões.

## Sinopse
24: The Game tem lugar entre os eventos das segunda e terceira temporadas. De uma forma semelhante à série de televisão, que pode ser dividida em três seções ou capítulos. A primeira seção gira em torno de um ataque ao vice-presidente Jim Prescott, enquanto a seção dois cobre um ataque a CTU. Seção três abrange um grande ataque terrorista e tentativa de obter acesso às armas nucleares.  Há um grande número de personagens das segunda e terceira temporadas com cada um usando imagem e voz dos atores originais. Personagens principais retornam incluem Jack Bauer, Kimberly "Kim" Bauer, Tony Almeida, Michelle Dessler, Chase Edmunds, David Palmer, Max, Kate Warner, Chloe O'Brian, e Ryan Chappelle, com Peter Madsen sendo dublado por Christian Kane.
O jogo começa com Jack Bauer esperando fora de um navio no porto de Los Angeles onde os terroristas vão lançar uma bomba ricina no abastecimento de água. Um membro da equipa CTU dispara um alarme fazendo com que Jack e sua equipe atacam o navio, descobrindo tripulantes mortos a totalidade do navio em um porão de carga. Mais tarde, ele descobre uma tentativa de assassinato do vice-presidente Prescott através de agente secreto Chase Edmunds. Jack descobre que o cérebro por trás da tentativa é um inimigo de seu passado conhecido como Peter Madsen.
Um ataque com gás sarin em uma estação de Los Angeles trai agentes da CTU longe de sua sede. Enquanto distraído, terroristas ativam um EMP, atacando e tomando conta do edifício principal da CTU em Los Angeles, fazendo funcionários como reféns. Os terroristas executam esses reféns, incluindo analista de dados Sean Walker e eventualmente escapam com um disco rígido roubado. Jack corre para Peter Madsen, que raptou sua filha, Kim Bauer, forçando Jack fazer "recados" para a célula terrorista. Um desses recados é a esgueirar-se em um prédio NSA e recuperar dados confidenciais para os terroristas. Jack consegue encontrar e resgatar Kim e recuperar o disco rígido roubado com a ajuda de agente secreto Chase Edmunds.
Um grande terremoto ocorre em Los Angeles, causado pelos terroristas por detonar explosivos em pontos focais (lugares onde as linhas de falha se cruzam ). Kate Warner também é sequestrada pela célula terrorista, juntamente com o governador James Radford que é sequestrado pelo assassino, mas depois é resgatado pela CTU. A conspiração envolvendo Radford é descoberta pela CTU e Radford é morto pela célula terrorista porque ele tenta voltar para fora. Fort Lesker, base militar dos EUA  e o epicentro dos terremotos, é atacado e tomado por terroristas, que, em seguida, começam a roubar plutônio para armas antes de tentar contrabandear as armas para fora de os EUA para o Oriente Médio. O pai de Kate Warner é forçado a ajudar os terroristas, ajudando-os a contrabandear as armas. Jack finalmente mata Madsen quando ele tenta escapar, atirando em sua lancha com um rifle de assalto M-80, fazendo-a explodir. Ele também atira e mata Max, o homem por trás dos acontecimentos da segunda temporada The Game, que estava segurando Kate Warner refém, salvando sua vida, mas ao fazê-lo Max consegue atirar em Jack o estômago antes de morrer. Como resultado, Chase Edmunds leva Jack para o hospital através de helicóptero.

## Personagens
| Personagens principais \| Dublador \| Personagem \| \| ------------------ \| ------------------ \| \| Kiefer Sutherland \| Jack Bauer \| \| Elisha Cuthbert \| Kim Bauer \| \| Dennis Haysbert \| David Palmer \| \| Reiko Aylesworth \| Michelle Dessler \| \| Carlos Bernard \| Tony Almeida \| \| James Badge Dale \| Chase Edmunds \| \| Mary Lynn Rajskub \| Chloe O'Brian \| \| Zachary Quinto \| Adam Kaufman \| \| Glenn Morshower \| Aaron Pierce \| \| Thomas Kretschmann \| Max \| \| Paul Schulze \| Ryan Chappelle \| \| Alan Dale \| VP Jim Prescott \| \| Daniel Dae Kim \| Tom Baker \| \| Sarah Clarke \| Nina Myers \| \| Sarah Wynter \| Kate Warner \| \| Christian Kane \| Madsen \| \| Andreas Katsulas \| Governador Radford \| \| Tom Sizemore \| Sid Wilson \| |                    |
| Dublador | Personagem         |
| Kiefer Sutherland | Jack Bauer         |
| Elisha Cuthbert | Kim Bauer          |
| Dennis Haysbert | David Palmer       |
| Reiko Aylesworth | Michelle Dessler   |
| Carlos Bernard | Tony Almeida       |
| James Badge Dale | Chase Edmunds      |
| Mary Lynn Rajskub | Chloe O'Brian      |
| Zachary Quinto | Adam Kaufman       |
| Glenn Morshower | Aaron Pierce       |
| Thomas Kretschmann | Max                |
| Paul Schulze | Ryan Chappelle     |
| Alan Dale | VP Jim Prescott    |
| Daniel Dae Kim | Tom Baker          |
| Sarah Clarke | Nina Myers         |
| Sarah Wynter | Kate Warner        |
| Christian Kane | Madsen             |
| Andreas Katsulas | Governador Radford |
| Tom Sizemore | Sid Wilson         |

## Desenvolvimento
24: The Game foi anunciado em 30 de março de 2005 pela Sony Computer Entertainment Europe através de um acordo de licenciamento com a Twentieth Century Fox para trazer 24 para o PlayStation 2, e a Sony Computer Entertainment Cambridge Studio foi confirmada para ser a desenvolvedora do jogo. O anúncio foi descrito que o jogo iria centrar-se entre as segunda e terceira temporadas da série, respondendo a muitas perguntas deixadas sem resposta pelo programa de TV. Também foi incluída a notícia de que o jogo seria com as vozes e semelhanças de muitos do elenco da série. Até o momento do anúncio da contagem da música tinha sido preparado por Sean Callery, enquanto um script havia sido criado por Duppy Demetrius em colaboração com a equipe de produção de 24. O anúncio também afirmou que os efeitos sonoros e ruídos da série faria seria utilizados no jogo. O comunicado foi acompanhado por um vídeo de imprensa com Kiefer Sutherland descrevendo alguns dos elementos da história e jogabilidade.
O jogo fez uma aparição mais tarde em maio E3em 2005, onde quatro seções foram demonstradas: um tiroteio na terceira pessoa, uma cena de interrogatório, um minigame da tecnologia do computador e uma seqüência de condução. Algumas das cut-scenes intermediárias também foram mostrados neste momento. A cena de interrogação recebido elogios, enquanto o segmento de condução foi desilusão pela mecânica pobres e física. Originalmente 100 missões foram propostas, no final foram apenas 58. Em uma entrevista, Mark Green afirmou que o estilo de jogo foi influenciado pela forma de O Senhor dos Anéis: As Duas Torres e Enter the Matrix, enquanto influências de jogo foram descritos como James Bond 007: Everything or Nothing.
Ele foi originalmente planejado para ser lançado mundialmente no outono setentrional de 2005, mas a data foi adiada. O jogo foi lançado na América do Norte em 27 de Fevereiro de 2006,  na Europa, em 17 de março de 2006 (16 de Março de 2006, na Irlanda, devido ao Dia de São Patrício), e na Austrália, em 22 de abril de 2006.

### Trilha Sonora
A partitura musical do jogo, realizada pela Nimrod Estúdio Orchestra e gravada no Abbey Road Studios em Londres,  foi disponibilizado para download digital após o laçamento do jogo.

## Recepção
O jogo recebeu recepção mista da crítica; na revisão agregador Metacritic, o jogo tem uma classificação média de 62 de 100,  enquanto agregador GameRankings tem uma média de 63,83%.
Eduardo Vasconcellos da GameSpy elogiou enredo e a alta qualidade, trabalho de voz do jogo, mas criticou o visual "irregulares" que causaram representações de caracteres para olhar "off". Ele também se queixou da falta de capacidade de resposta dos controles, os ângulos de câmera "desconexas e desajeitado", e a lentidão com que alguns inimigos reagem ao jogador.

## Indicações
| Ano  | Prêmio                  | Categoria                                                                    | Resultado |
| ---- | ----------------------- | ---------------------------------------------------------------------------- | --------- |
| 2006 | Spike Video Game Awards | Melhor Interpretação Feminina de um Personagem Coadjuvante - Elisha Cuthbert | Indicado  |
| 2006 | Spike Video Game Awards | Melhor Interpretação Masculina - Kiefer Sutherland                           | Indicado  |
| 2006 | BAFTA                   | Elementos roteiro                                                            | Indicado  |